# Don't Take Away My Heart
Don't Take Away My Heart (No te lleves mi corazón, en español) es el segundo sencillo del noveno álbum de Modern Talking, Year Of The Dragon. La canción fue compuesta, arreglada y producida por Dieter Bohlen.
El sencillo fue publicado en mayo de 2000 y contiene una versión rap de Eric Singleton y nueva versión cantada interpretada por Thomas Anders. También incluye una versión rap de la canción "Fly To The Moon" y un megamix con cuatro canciones: Sexy Sexy Lover, You Are Not Alone, China In Her Eyes y Don't Take Away My Heart.

## Sencillo
CD-Maxi (Cardboard Sleeve), Hansa 74321 76288 2 (BMG), 02.05.2000
1. Don't Take Away My Heart (New Vocal Version) 	3:54
2. Don't Take Away My Heart (New Rap Version) 	3:26

CD-Maxi Hansa 74321 75448 2 (BMG), 02.05.2000
1. Don't Take Away My Heart (New Vocal Version)		3:54
2. Don't Take Away My Heart (Rap Version)		3:26
3. Fly To The Moon (Rap Version)		3:07
4. Modern Talking Megamix 2000		5:15

## Charts
| Chart (2000) | Máxima posición |
| ------------ | --------------- |
| Alemania     | 41              |
| Estonia      | 20              |
| Hungría      | 8               |
| Lituania     | 18              |
| Moldavia     | 18              |

## Créditos
- Voz - Thomas Anders
- Música y letra - Dieter Bohlen
- Producción - Dieter Bohlen
- Coproducción - Luis Rodríguez
- Rap - Eric Singleton
- Trabajo de arte - Ronald Reinsberg
- Potografía - Wolfgang Wilde
- Publicación - Warner Chappell y Blue Obsession Music
- Distribución - BMG